# Alfoz de Lloredo
Alfoz de Lloredo település Spanyolországban, Kantábria autonóm közösségben. Alfoz de Lloredo Ruiloba, Comillas, Udías, Cabezón de la Sal, Reocín és Santillana del Mar községekkel határos. Lakosainak száma 2499 fő (2024).

## Népesség
A település népessége az elmúlt években az alábbi módon változott:
| Lakosok száma | 2590 | 2590 | 2529 | 2496 | 2514 | 2499 | 2446 | 2416 | 2466 | 2499 |
|               | 2001 | 2004 | 2007 | 2009 | 2012 | 2014 | 2017 | 2019 | 2022 | 2024 |